# Nati nel 1914/Gennaio
| Questa pagina contiene informazioni ricavate automaticamente dalle voci biografiche con l'ausilio del template Bio e di un bot. L'aggiornamento è periodico e automatico e ricostruisce completamente la pagina. Se manca una persona in questa lista, sei pregato di non aggiungerla, ma accertati piuttosto che la sua voce biografica contenga il template Bio e che i dati anagrafici siano correttamente compilati. Se il template Bio manca, inseriscilo tu stesso o, in alternativa, metti l'avviso {{tmp\|Bio}} che ne segnala la mancanza. Se i dati riportati sono sbagliati, correggi direttamente la voce biografica; le modifiche saranno visibili in questa lista entro pochi giorni. Per chiarimenti vedi il progetto biografie. La lista contiene solo le 174 persone che sono citate nell'enciclopedia e per le quali è stato implementato correttamente il template Bio. Pagina aggiornata al 18 giu 2025. |

- 1º gennaio - Angelo Baratti, calciatore italiano
- 1º gennaio - Piero Colli, calciatore e allenatore di calcio italiano († 2010)
- 1º gennaio - Noor Inayat Khan, compositrice, scrittrice e agente segreta indiana († 1944)
- 1º gennaio - Ignazio Milillo, generale italiano († 2004)
- 1º gennaio - Nguyễn Chí Thanh, generale e politico vietnamita († 1967)
- 1º gennaio - Michele Ortino, pittore italiano († 1978)
- 1º gennaio - Mario Sbardella, partigiano italiano († 1987)
- 1º gennaio - Sarat Chandra Sinha, politico indiano († 2005)
- 1º gennaio - Ampelio Tettamanti, artista italiano († 1961)
- 1º gennaio - Antonio Maria Travia, arcivescovo cattolico italiano († 2006)
- 1º gennaio - Francesco Turnaturi, politico italiano († 2005)
- 1º gennaio - Felice Zappulla, produttore cinematografico e sceneggiatore italiano († 1983)
- 2 gennaio - Diego Are, filosofo e scrittore italiano († 2000)
- 2 gennaio - Vivi Gioi, attrice italiana († 1975)
- 2 gennaio - Fernando Lizzi, ingegnere italiano († 2003)
- 2 gennaio - Luigi Magliani, militare italiano († 1940)
- 2 gennaio - Placido Rizzotto, sindacalista e politico italiano († 1948)
- 2 gennaio - Bruno Strappini, calciatore italiano († 1943)
- 2 gennaio - Ted Strong, giocatore di baseball e cestista statunitense († 1978)
- 3 gennaio - Ettore Gallo, partigiano e giurista italiano († 2001)
- 3 gennaio - John Stacy, attore australiano († 1988)
- 3 gennaio - Adelaide d'Asburgo-Lorena, principessa austriaca († 1971)
- 4 gennaio - Francesco Azzi, militare italiano († 1935)
- 4 gennaio - Flaminia Theodoli, cestista italiana († 1961)
- 4 gennaio - Jean-Pierre Vernant, storico della filosofia, storico delle religioni e antropologo francese († 2007)
- 5 gennaio - Osvaldo Baldacci, geografo italiano († 2007)
- 5 gennaio - György Bónis, giurista e storico ungherese († 1985)
- 5 gennaio - Nicolas De Staël, pittore russo († 1955)
- 5 gennaio - Charles Domergue, esploratore, ornitologo e erpetologo francese († 2008)
- 5 gennaio - Germán Gómez, calciatore e allenatore di calcio spagnolo († 2004)
- 5 gennaio - George Reeves, attore statunitense († 1959)
- 5 gennaio - Rudolf Schnackenburg, biblista, teologo e presbitero tedesco († 2002)
- 5 gennaio - Brunó Ferenc Straub, biochimico e politico ungherese († 1996)
- 6 gennaio - Vittorio Bodini, ispanista, traduttore e poeta italiano († 1970)
- 6 gennaio - Mauro Bordon, politico italiano († 1995)
- 6 gennaio - David Bruce, attore statunitense († 1976)
- 6 gennaio - Federico Caffè, economista italiano
- 6 gennaio - Jodie Copelan, montatore statunitense († 1977)
- 7 gennaio - Cresson H. Kearny, ingegnere e esploratore statunitense († 2003)
- 7 gennaio - Bobby McDermott, cestista e allenatore di pallacanestro statunitense († 1963)
- 8 gennaio - Benvenuto Lobina, poeta e scrittore italiano († 1993)
- 8 gennaio - Paolo Marletta, scrittore e critico letterario italiano († 2010)
- 8 gennaio - Herman Pilnik, scacchista tedesco († 1981)
- 8 gennaio - Jacques Spagnoli, calciatore svizzero († 2002)
- 9 gennaio - Derek Allhusen, cavaliere britannico († 2000)
- 9 gennaio - Kenny Clarke, batterista statunitense († 1985)
- 9 gennaio - Leonardo Cocito, antifascista e partigiano italiano († 1944)
- 9 gennaio - Serafino Santambrogio, ciclista su strada italiano († 1979)
- 9 gennaio - Rosaire Smith, sollevatore canadese († 1999)
- 9 gennaio - Adolf Urban, calciatore e militare tedesco († 1943)
- 10 gennaio - Lirio Barberi, militare e medico italiano († 1943)
- 10 gennaio - Pierre Cogan, ciclista su strada francese († 2013)
- 10 gennaio - Pietro Donà delle Rose, militare e aviatore italiano († 1941)
- 10 gennaio - Polly Rowles, attrice statunitense († 2001)
- 11 gennaio - Alberto Baeza Flores, scrittore e giornalista cileno († 1998)
- 11 gennaio - Giovanni Cantagalli, martellista italiano († 2008)
- 11 gennaio - Dorothy Jeakins, costumista statunitense († 1995)
- 11 gennaio - Robin Lindsay, hockeista su prato britannico († 2011)
- 11 gennaio - Paul Valcke, schermidore belga († 1980)
- 11 gennaio - Dora del Hoyo, spagnola († 2004)
- 12 gennaio - Ricardo Alarcón, calciatore argentino († 1988)
- 12 gennaio - Emilio Bajada, matematico italiano († 1984)
- 12 gennaio - Albrecht von Goertz, designer tedesco († 2006)
- 12 gennaio - Gianni Granzotto, giornalista, dirigente pubblico e scrittore italiano († 1985)
- 13 gennaio - Jijé, fumettista belga († 1980)
- 13 gennaio - Josef Mirschitzka, calciatore austriaco († 1980)
- 14 gennaio - Emmy Andriesse, fotografa olandese († 1953)
- 14 gennaio - Álvaro Cardoso, calciatore e allenatore di calcio portoghese († 2004)
- 14 gennaio - Vincenzo Lucertini, generale e aviatore italiano († 1985)
- 14 gennaio - Giuseppe Pergolizzi, politico e dirigente sportivo italiano († 1983)
- 14 gennaio - Félix Podmaniczky, regista ungherese († 1990)
- 14 gennaio - Harold Russell, attore e militare canadese († 2002)
- 14 gennaio - Thomas J. Watson Jr., imprenditore, politico e aviatore statunitense († 1993)
- 14 gennaio - Selâhattin Ülkümen, diplomatico turco († 2003)
- 15 gennaio - Dimples Cooper, attrice, ballerina e cantante filippina († 1960)
- 15 gennaio - Gérard Garitte, filologo e storico francese († 1990)
- 15 gennaio - Etty Hillesum, scrittrice olandese († 1943)
- 15 gennaio - Cassio Mastini, militare italiano († 1938)
- 15 gennaio - Bino Rebellato, editore e poeta italiano († 2004)
- 15 gennaio - Hugh Trevor-Roper, storico e pubblicista inglese († 2003)
- 15 gennaio - Alberto Ullastres, politico e ambasciatore spagnolo († 2001)
- 16 gennaio - Roger Aubert, presbitero, storico e teologo belga († 2009)
- 16 gennaio - Arturo Basile, direttore d'orchestra italiano († 1968)
- 16 gennaio - Armando Fiorini, calciatore italiano († 1994)
- 16 gennaio - Raffaele Franco, politico italiano († 1990)
- 16 gennaio - Meir Jacob Kister, arabista e islamista israeliano († 2010)
- 16 gennaio - Buddy Moss, musicista, cantante e cantautore statunitense († 1984)
- 16 gennaio - Roger Wagner, direttore di coro, docente e direttore artistico statunitense († 1992)
- 17 gennaio - Giuseppe Barbolini, partigiano italiano († 1968)
- 17 gennaio - Kurt Franz, militare tedesco († 1998)
- 17 gennaio - Taizō Kawamoto, allenatore di calcio e calciatore giapponese († 1985)
- 17 gennaio - Théodore Lefèvre, politico belga († 1973)
- 17 gennaio - William Stafford, saggista, poeta e pacifista statunitense († 1993)
- 18 gennaio - Bruno Bagnoli, ceramista e scultore italiano († 1975)
- 18 gennaio - Ego Bianchi, pittore e ceramista italiano († 1957)
- 18 gennaio - Carmelo Dinaro, politico italiano († 2011)
- 18 gennaio - Giovanni Lombardi, politico italiano († 2008)
- 18 gennaio - Arno Schmidt, scrittore e traduttore tedesco († 1979)
- 18 gennaio - Corrado Tamietti, calciatore e allenatore di calcio italiano († 2005)
- 19 gennaio - Bertus Caldenhove, calciatore olandese († 1983)
- 19 gennaio - Bob Gerard, pilota automobilistico britannico († 1990)
- 19 gennaio - Georg Heinrich Thiessen, astronomo tedesco († 1961)
- 19 gennaio - Yan Gong, regista, sceneggiatore e drammaturgo cinese († 2010)
- 20 gennaio - Oscar Collazo, criminale portoricano († 1994)
- 20 gennaio - Gerald Holtom, disegnatore e pacifista britannico († 1985)
- 20 gennaio - Vsevolod Ivanovič Romanov, russo († 1973)
- 20 gennaio - Angelo Simontacchi, calciatore italiano
- 20 gennaio - Stelio Teselli, militare italiano († 1939)
- 21 gennaio - Consalvo Dell'Arti, attore italiano († 2005)
- 21 gennaio - Valerio Giacomini, botanico e ecologo italiano († 1981)
- 21 gennaio - Pete Preboske, cestista statunitense († 1994)
- 21 gennaio - Aldo Vidussoni, politico e militare italiano († 1982)
- 22 gennaio - José Agosto, calciatore argentino († 1957)
- 22 gennaio - Sam Bartram, calciatore e allenatore di calcio inglese († 1981)
- 22 gennaio - Jacques Nguyễn Văn Mầu, vescovo cattolico vietnamita († 2013)
- 22 gennaio - Elvina Pallavicini, nobile italiana († 2004)
- 22 gennaio - Vilmos Sipos, calciatore ungherese († 1978)
- 22 gennaio - Sisowath Sirik Matak, generale e politico cambogiano († 1975)
- 22 gennaio - Kosei Tano, pallanuotista giapponese
- 23 gennaio - Genny Bibolotti Marsili, italiana († 1944)
- 23 gennaio - Luigi Girolamo Vittorio Napoleone Bonaparte, militare francese († 1997)
- 23 gennaio - Pina Carmirelli, violinista italiana († 1993)
- 23 gennaio - Johnny Worrell, cestista filippino († 1965)
- 24 gennaio - Ali Shah di Terengganu, sovrano malese († 1996)
- 24 gennaio - Felice Catalano di Melilli, diplomatico italiano († 2003)
- 24 gennaio - Hans Cattini, hockeista su ghiaccio e allenatore di hockey su ghiaccio svizzero († 1987)
- 24 gennaio - Remo Costa, calciatore italiano († 2003)
- 24 gennaio - Erwin Deyhle, calciatore tedesco († 1989)
- 24 gennaio - Thomas Andrew Donnellan, arcivescovo cattolico statunitense († 1987)
- 24 gennaio - Georges Goychman, generale e aviatore francese († 1981)
- 24 gennaio - Edith Hahn Beer, scrittrice austriaca († 2009)
- 24 gennaio - Frank R. McKelvy, scenografo statunitense († 1980)
- 24 gennaio - Shah Nawaz Khan, politico e generale indiano († 1983)
- 24 gennaio - Wilfred Shingleton, scenografo britannico († 1983)
- 25 gennaio - Antonio Bertola, ciclista su strada e pistard italiano († 1967)
- 25 gennaio - Silvio Ceccato, filosofo e linguista italiano († 1997)
- 26 gennaio - Dürrüşehvar Sultan, principessa ottomana († 2006)
- 26 gennaio - Vittorio Erba, calciatore italiano
- 26 gennaio - Émile Laermans, cestista belga
- 26 gennaio - Walter Stuempfig, pittore statunitense († 1970)
- 26 gennaio - Mario Vetrone, fisico, matematico e politico italiano († 1981)
- 27 gennaio - Bruno Berra, calciatore italiano († 1992)
- 27 gennaio - Marian Bełc, militare e aviatore polacco († 1942)
- 27 gennaio - Bruno Fonzi, scrittore e traduttore italiano († 1976)
- 27 gennaio - Bill Littlejohn, animatore e sindacalista statunitense († 2010)
- 27 gennaio - Włodzimierz Miksa, militare e aviatore polacco († 1999)
- 28 gennaio - Salvador Arqueta, calciatore spagnolo († 1981)
- 28 gennaio - Hermenegildo Elices, calciatore spagnolo († 1964)
- 28 gennaio - Aleksej Jakušev, pallavolista e allenatore di pallavolo sovietico († 1969)
- 28 gennaio - Désiré Koranyi, calciatore e allenatore di calcio ungherese († 1981)
- 28 gennaio - Tom Neal, attore statunitense († 1972)
- 28 gennaio - Enzo Romagnoli, cantante italiano († 1974)
- 29 gennaio - Enrico Castiglioni, architetto, pittore e scultore italiano († 2000)
- 29 gennaio - Manlio Cecovini, politico e saggista italiano († 2010)
- 29 gennaio - Shichirō Fukazawa, scrittore giapponese († 1987)
- 29 gennaio - Giovanni Lovato, dirigente sportivo italiano († 1990)
- 29 gennaio - Francesco Tagliani, allenatore di calcio e calciatore italiano
- 30 gennaio - Vittorio Cottafavi, regista e sceneggiatore italiano († 1998)
- 30 gennaio - John Ireland, attore canadese († 1992)
- 30 gennaio - Henri Isemborghs, calciatore belga († 1973)
- 30 gennaio - Rudolf Lehmann, militare tedesco († 1983)
- 30 gennaio - Matteo Sciambra, presbitero italiano († 1967)
- 30 gennaio - Rubens Tedeschi, giornalista, scrittore e critico musicale italiano († 2015)
- 30 gennaio - David Wayne, attore statunitense († 1995)
- 31 gennaio - Hugh Joseph Addonizio, politico statunitense († 1981)
- 31 gennaio - Candido Amantini, presbitero e teologo italiano († 1992)
- 31 gennaio - Miranda Campa, attrice italiana († 1989)
- 31 gennaio - Daya Mata, religiosa statunitense († 2010)
- 31 gennaio - Basilio Franchina, sceneggiatore, regista e attore italiano († 2003)
- 31 gennaio - Carey Loftin, attore e stuntman statunitense († 1997)
- 31 gennaio - Åke Stenqvist, lunghista e velocista svedese († 2006)
- 31 gennaio - Johannes Virolainen, politico finlandese († 2000)
- 31 gennaio - Jersey Joe Walcott, pugile statunitense († 1994)
- 31 gennaio - Kees Wijdekop, canoista olandese († 2008)